# Oscar de la Renta
Oscar de la Renta, rodným jménem Óscar Arístides de la Renta Fiallo (22. července 1932, Santo Domingo, Dominikánská republika – 20. října 2014, Kent, Connecticut, USA), byl americký módní návrhář, původem z Dominikánské republiky.

## Život

### Mládí a začátky
Narodil se v Dominikánské republice dominikánské matce a portorikánskému otci. Když mu bylo 18 let, odjel do Madridu, kde studoval malířství na Real Academia de Bellas Artes de San Fernando, ale brzy se jeho zájem přeorientoval na oblast módy. Začal navrhovat modely pro velké španělské módní salóny a tak začala jeho spolupráce s Cristóbalem Balenciagou, předním španělským představitelem Haute couture. Potom se stal asistentem návrháře Antonia Castilla z módního domu Lanvin v Paříži.

### Kariéra

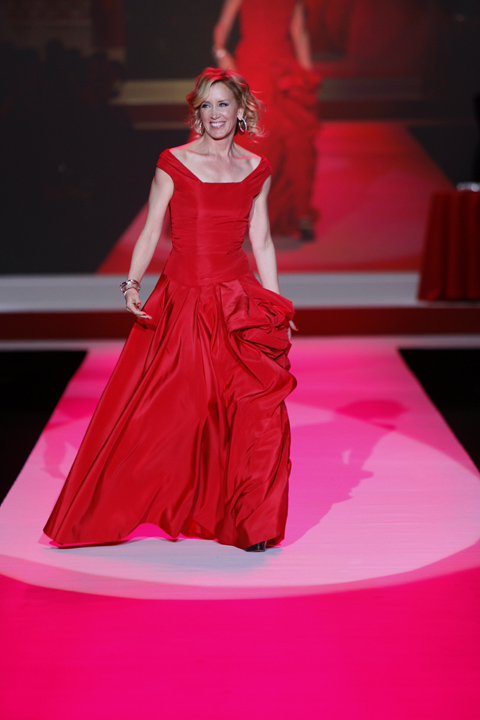
Americká herečka Felicity Huffmanová v šatech od Oscara de la Renty

V roce 1963 se rozhodoval mezi dvěma nabídkami, které přišly z USA – navrhovat modely šatů pro značku Elizabeth Arden nebo boty a doplňky pro americkou pobočku Christian Dior v New Yorku. Na radu redaktorky časopisu Vogue se rozhodl pro spolupráci s Elizabeth Arden, kde mohl svobodně uplatnit svůj tvůrčí talent a o dva roky později, v roce 1965, vytvořit svoji vlastní značku. V roce 1971 získal americké státní občanství. V roce 1985 a 1987 byl pověřen vytvořením kolekce oděvů pro americkou pobočku Christiana Diora.
Zařadil se, vedle Billa Blasse a Calvina Kleina, mezi tři nejuznávanější americké módní návrháře. V roce 1992 představil svoji kolekci na Fashion Week v Paříži. Od roku 1993 do roku 2002 tvořil kolekce pro francouzský módní dům Balmain a stal se prvním Dominikáncem, který navrhoval francouzskou módu. Byl znám jako "módní návrhář, který miluje ženy", rozuměl jejich potřebám a tvořil především pro ně.
V letech 1973–1976 a 1987–1989 byl předsedou rady módních návrhářů Ameriky (CFDA).
Oscar de la Renta se zapsal do dějin módy jako jeden z největších návrhářů na světě, a to zejména pro návrhy oblečení pro mnohé první dámy USA (Jacqueline Kennedyová, Nancy Reaganová, Laura Bushová, Hillary Clintonová), Evropy (princezna Diana aj.) a další významné představitelky kulturního a společenského života.
Naposledy navrhl svatební šaty pro Amal Alamuddin, manželku amerického herce George Clooneyho. Zemřel 20. října 2014 v USA, v Kentu ve státě Connecticut, ve věku 82 let.

### Soukromý život
V roce 1967 se oženil s editorkou časopisu Vogue Françoise Langladeovou, která v roce 1983 zemřela. Po šesti letech se znovu oženil s Annette Mannheimerovou. V roce 1984 adoptoval dvouletého chlapce Moisése, který pocházel, stejně jako on, z Dominikánské republiky. Chlapec obdržel v roce 1992 americké státní občanství jako Moisés de la Renta.

## Ocenění
- 1967 a 1968 – Coty American Fashion Critics' Awards (obdoba Oscarů v módním odvětví)
- 1973 – uveden do Síně slávy
- 1990 – cena CFDA (Council of Fashion Designers of America)
- 2000 a 2007 – cena Návrhář roku (Designer of the Year Award)
- 2013 – čestný doktorát na Hamilton College, New York

Španělský král Juan Carlos I. mu udělil Zlatou medaili za umění a řád Orden del Mérito Civil. Ve Francii mu byl udělen Řád čestné legie s hodností komandér. V rodné zemi obdržel řád Juana Pabla Duarteho (Orden al Mérito de Duarte, Sánchez y Mella) a řád Kryštofa Kolumba.

## Členství ve společenských organizacích
Oscar de la Renta měl dvojí občanství, dominikánské a americké. V Dominikánské republice působil jako diplomat. Byl členem výboru Metropolitní opery, Carnegie Hall v New Yorku a americké televizní stanice Channel Thirteen/WNET. Byly též členem charitativních organizací, např. New Yorkers for Children nebo America's Society a v New Yorku rovněž předsedal Španělskému institutu královny Sofie (Queen Sofía Spanish Institute).